# Currently Processing
Currently Processing – polska wytwórnia muzyczna wydająca muzykę techno.
Wydawnictwo powstało w 1998 r. z inicjatywy Marcina Czubali, przy współudziale Krisa Cliforda. Było ono pierwszym w Polsce, które wydało współczesną muzykę elektroniczną na płycie winylowej. Currently Processing ukierunkowane jest głównie na wydawanie techno. Dystrybucja obejmuje cały świat. 

## Artyści związani z wytwórnią
- Marcin Czubala
- Dave Tarrida
- Bill Youngman
- Ibrahim Alfa